# مامان منو ببخش
«مامان منو ببخش» نام ترانه‌ای از ساسی، خوانندهٔ ایرانی است که در ۱۳ اسفند ۱۴۰۰ از طریق رادیو جوان منتشر شد. مدت زمان نماهنگ این ترانه، ۴ دقیقه و ۵ ثانیه است.
روزنامهٔ فرهیختگان قبل از انتشار «مامان منو ببخش»، در مقاله‌ای آن را ادامه آثار سال‌های گذشته ساسی نامید و از تکرار مسائلی مثل «حضور و وجود یکی از اعضای خانواده یا مشاغل مشهور، ارجاع به برخی آهنگ‌های مشهور یا افراد معروف داخلی، استفاده از کلمات و اصطلاحات به‌روز در جامعه که اغلب مثبت نیستند و عادی‌سازی برهنگی در کنار ترجیع‌بندهای آشنا به ذهن که به سرعت در یاد مخاطب می‌ماند» به‌عنوان نقاط اشتراک «مامان منو ببخش» با آثار قبلی او نام برد.
همچنین پس از انتشار این ترانه، سایت‌ها و خبرگزاری‌های نزدیک به سپاه پاسداران، ویدیویی را منتشر کردند که حاوی اعترافات همکار ساسی در ایران بود. او که در ویدیو «الف. الف» معرفی می‌شود، ضمن محکوم کردن فعالیت‌های ساسی، انتشار تک‌آهنگ‌ها در ماه اسفند را روشی برای فریب کودکان و نوجوانان و کسب درآمد عنوان نکرد.